# Nadym
Nadym (Ryska: Нады́м) är en stad belägen i norra Yamalo-Nenets Autonomous Okrug, Ryssland. Staden ligger intill floden Nadym.

## Historia
Nadym blev först omskrivet i ryska texter på 1600-talet men kom inte på kartan förrän på 1700-talet. När naturgas upptäcktes i Sibirien blev Nadym genast ett tillhåll för många arbetare. Detta gjorde att staden från att vara en liten småstad, till att bli en storstad på ca 50 000 personer. Ännu idag är Nadyms ekonomi uppbyggd på naturgas. Den stora folkinvandringen till Nadym innebar också att mycket ny teknik kom dit. Nadym är idag en stad med avancerad arkitektur.

## Ekonomi
Nadyms ekonomi bygger på naturgaser och den största naturgasaktören i Nadym är Gazprom. Det finns också stora byggbolag med kontor i Nadym, detta då Nadym är en mycket snabbt växande stad.